# Stagioni dell'Hockey Club Lugano
Riassunto, stagione per stagione, dei risultati ottenuti dall'HC Lugano durante la regular season ed i playoff della National League A.

## Stagione 1985/86

### Regular season
| Posiz. | PG | V  | P | S | GF  | GS  | PTI |
| 1.     | 36 | 27 | 4 | 5 | 204 | 108 | 58  |

### Playoff
| Turno      | Situazione        | Risultati |
| Semifinale | LUGANO-Sierre 2:0 | 7:2, 7:3  |
| Finale     | LUGANO-Davos 2:0  | 5:0, 7:5  |

## Stagione 1986/87

### Regular season
| Posiz. | PG | V  | P | S | GF  | GS  | PTI |
| 1.     | 36 | 24 | 3 | 9 | 198 | 125 | 51  |

### Playoff
| Turno      | Situazione        | Risultati     |
| Semifinale | LUGANO-Ambri 3:0  | 5:4, 4:1, 7:1 |
| Finale     | LUGANO-Kloten 3:0 | 6:2, 3:1, 4:0 |

## Stagione 1987/88

### Regular season
| Posiz. | PG | V  | P | S | GF  | GS  | PTI |
| 1.     | 36 | 27 | 4 | 5 | 209 | 108 | 58  |

### Playoff
| Turno      | Situazione        | Risultati                 |
| Semifinale | LUGANO-Davos 3:1  | 10:1, 3:4 ds, 8:1, 4:3 ds |
| Finale     | LUGANO-Kloten 3:0 | 5:3, 10:4, 4:3 ds         |

## Stagione 1988/89

### Regular season
| Posiz. | PG | V  | P | S | GF  | GS | PTI |
| 1.     | 36 | 29 | 3 | 4 | 200 | 97 | 61  |

### Playoff
| Turno            | Situazione          | Risultati               |
| Quarti di finale | LUGANO-Friborgo 2:0 | 10:2, 5:1               |
| Semifinale       | LUGANO-Ambri 3:0    | 6:1, 5:2, 6:2           |
| Finale           | Lugano-BERNA 2:3    | 6:2, 1:5, 3:4, 5:1, 2:4 |

## Stagione 1989/90

### Regular season
| Posiz. | PG | V  | P | S | GF  | GS | PTI |
| 1.     | 36 | 22 | 6 | 8 | 182 | 98 | 50  |

### Playoff
| Turno            | Situazione        | Risultati           |
| Quarti di finale | LUGANO-Ambri 2:0  | 3:1, 4:1            |
| Semifinale       | LUGANO-Kloten 3:0 | 5:4 ds, 6:5 ds, 6:1 |
| Finale           | LUGANO-Berna 3:1  | 5:1, 3:5, 7:1, 4:2  |

## Stagione 1990/91

### Regular season
| Posiz. | PG | V  | P | S | GF  | GS | PTI |
| 2.     | 36 | 26 | 4 | 6 | 172 | 94 | 56  |

### Playoff
| Turno            | Situazione        | Risultati                |
| Quarti di finale | LUGANO-Bienne 3:0 | 4:3, 3:1, 4:3            |
| Semifinale       | LUGANO-Kloten 3:1 | 5:1, 2:3 ds, 6:3, 7:6 ds |
| Finale           | Lugano-BERNA 1:3  | 2:3, 3:4 ds, 4:2, 1:2 ds |

## Stagione 1991/92

### Regular season
| Posiz. | PG | V  | P | S | GF  | GS | PTI |
| 2.     | 36 | 23 | 5 | 8 | 151 | 92 | 51  |

### Playoff
| Turno            | Situazione           | Risultati                 |
| Quarti di finale | Lugano-ZSC LIONS 1:3 | 3:4 dr, 2:4, 10:0, 3:4 dr |

## Stagione 1992/93

### Regular season
| Posiz. | PG | V  | P | S  | GF  | GS  | PTI |
| 4.     | 36 | 21 | 1 | 14 | 131 | 116 | 43  |

### Playoff
| Turno            | Situazione        | Risultati                  |
| Quarti di finale | LUGANO-Zugo 4:1   | 3:2, 3:0, 2:1 ds, 2:4, 4:0 |
| Semifinale       | Lugano-KLOTEN 1:3 | 3:1, 2:3 dr, 1:5, 2:4      |

## Stagione 1993/94

### Regular season
| Posiz. | PG | V  | P | S  | GF  | GS  | PTI |
| 3.     | 36 | 19 | 5 | 12 | 129 | 102 | 43  |

### Playoff
| Turno            | Situazione        | Risultati                  |
| Quarti di finale | LUGANO-Ambri 3:2  | 2:3, 4:1, 6:3, 1:2 dr, 4:1 |
| Semifinale       | Lugano-KLOTEN 1:3 | 3:5, 5:2, 0:2, 2:5         |

## Stagione 1994/95

### Regular season
| Posiz. | PG | V  | P | S  | GF  | GS  | PTI |
| 2.     | 36 | 21 | 5 | 10 | 147 | 102 | 47  |

### Playoff
| Turno            | Situazione        | Risultati               |
| Quarti di finale | Lugano-KLOTEN 2:3 | 5:0, 4:6, 1:2, 1:0, 3:5 |

## Stagione 1995/96

### Regular season
| Posiz. | PG | V  | P | S  | GF  | GS  | PTI |
| 7.     | 36 | 16 | 4 | 16 | 129 | 114 | 36  |

### Playoff
| Turno            | Situazione        | Risultati          |
| Quarti di finale | KLOTEN-Lugano 3:1 | 3:1, 1:5, 3:1, 2:1 |

## Stagione 1996/97

### Regular season
| Posiz. | PG | V  | P | S  | GF  | GS  | PTI |
| 5.     | 46 | 22 | 5 | 19 | 166 | 153 | 49  |

### Playoff
| Turno            | Situazione        | Risultati             |
| Quarti di finale | Kloten-LUGANO 1:3 | 5:3, 2:3, 2:3 ds, 1:7 |
| Semifinale       | Lugano-BERNA 1:3  | 0:1 ds, 3:1, 3:6, 3:6 |

## Stagione 1997/98

### Regular season
| Posiz. | PG | V  | P | S  | GF  | GS  | PTI |
| 6.     | 40 | 17 | 7 | 16 | 140 | 127 | 41  |

### Playoff
| Turno            | Situazione       | Risultati                            |
| Quarti di finale | DAVOS-Lugano 4:3 | 4:1, 3:9, 6:3, 1:4, 3:6, 4:3 dr, 4:2 |

## Stagione 1998/99

### Regular season
| Posiz. | PG | V  | P | S  | GF  | GS  | PTI |
| 3.     | 45 | 27 | 5 | 13 | 155 | 114 | 59  |

### Playoff
| Turno            | Situazione       | Risultati                          |
| Quarti di finale | LUGANO-Davos 4:2 | 4:3 ds, 2:3 dr, 6:0, 6:5, 3:4, 4:3 |
| Semifinale       | LUGANO-Zugo 4:1  | 7:6 ds, 2:0, 3:1, 2:3 ds, 6:1      |
| Finale           | LUGANO-Ambri 4:1 | 3:2 dr, 3:5, 3:2 ds, 4:0, 3:1      |

## Stagione 1999/00

### Regular season
| Posiz. | PG | V  | P | S | GF  | GS | PTI |
| 1.     | 45 | 29 | 9 | 7 | 164 | 83 | 67  |

### Playoff
| Turno            | Situazione           | Risultati                       |
| Quarti di finale | LUGANO-Friborgo 4:0  | 7:1, 4:2, 5:2, 5:0              |
| Semifinale       | LUGANO-Ambri 4:0     | 6:3, 4:1, 6:1, 5:1              |
| Finale           | Lugano-ZSC LIONS 2:4 | 5:2, 2:3, 2:3, 1:3, 4:3 ds, 3:4 |

## Stagione 2000/01

### Regular season
| Posiz. | PG | V  | P | S  | GF  | GS | PTI |
| 1.     | 44 | 28 | 4 | 12 | 129 | 85 | 60  |

### Playoff
| Turno            | Situazione           | Risultati                            |
| Quarti di finale | LUGANO-Friborgo 4:1  | 2:0, 0:2, 3:2 dr, 4:3 ds, 3:2 ds     |
| Semifinale       | LUGANO-Berna 4:2     | 2:1, 1:3, 5:1, 2:3 ds, 6:2, 3:2 dr   |
| Finale           | Lugano-ZSC LIONS 3:4 | 3:0, 0:3, 4:1, 4:0, 3:6, 1:5, 1:2 ds |

## Stagione 2001/02

### Regular season
| Posiz. | PG | V  | P | S  | GF  | GS  | PTI |
| 2.     | 44 | 25 | 5 | 14 | 149 | 121 | 55  |

### Playoff
| Turno            | Situazione           | Risultati                                  |
| Quarti di finale | LUGANO-Zugo 4:2      | 6:2, 4:1, 2:5, 8:1, 1:2, 6:3               |
| Semifinale       | Lugano-ZSC LIONS 3:4 | 4:2, 1:6, 3:2 ds, 1:2 ds, 5:0, 3:4 ds, 4:5 |

## Stagione 2002/03

### Regular season
| Posiz. | PG | V  | P | S  | GF  | GS  | PTI |
| 4.     | 44 | 24 | 4 | 16 | 159 | 129 | 52  |

### Playoff
| Turno            | Situazione           | Risultati                    |
| Quarti di finale | LUGANO-Kloten 4:1    | 4:1, 3:4 ds, 4:3, 3:2, 6:1   |
| Semifinale       | LUGANO-ZSC Lions 4:1 | 3:1, 5:3, 1:3, 3:2, 3:1      |
| Finale           | LUGANO-Davos 4:2     | 2:3, 2:3, 5:3, 4:3, 3:0, 4:0 |

## Stagione 2003/04

### Regular season
| Posiz. | PG | V  | P | S | GF  | GS  | PTI |
| 1.     | 48 | 35 | 4 | 9 | 196 | 127 | 74  |

### Playoff
| Turno            | Situazione           | Risultati                                  |
| Quarti di finale | LUGANO-Friborgo 4:0  | 7:2, 4:2, 2:1 dr, 6:3                      |
| Semifinale       | LUGANO-ZSC Lions 4:3 | 5:1, 2:5, 2:3 ds, 1:2 dr, 4:0, 4:3 ds, 4:2 |
| Finale           | Lugano-BERNA 3:2     | 1:3, 1:2, 5:1, 4:3, 3:4 ds                 |

## Stagione 2004/05

### Regular season
| Posiz. | PG | V  | P | S | GF  | GS | PTI |
| 1.     | 44 | 29 | 7 | 8 | 148 | 99 | 65  |

### Playoff
| Turno            | Situazione       | Risultati                  |
| Quarti di finale | Lugano-BERNA 1:4 | 0:2, 5:2, 0:2, 2:4, 4:5 ds |

## Stagione 2005/06

### Regular season
| Posiz. | PG | V  | P | S  | GF  | GS  | PTI |
| 2.     | 44 | 24 | 8 | 12 | 160 | 116 | 56  |

### Playoff
| Turno            | Situazione        | Risultati                               |
| Quarti di finale | LUGANO-Ambri 4:3  | 3:4 ds, 0:3, 4:5, 5:4 ds, 2:1, 5:2, 5:1 |
| Semifinale       | LUGANO-Kloten 4:1 | 2:3 dr, 6:4, 3:0, 3:2, 5:0              |
| Finale           | LUGANO-Davos 4:1  | 5:0, 3:5, 7:3, 8:2, 3:1                 |

## Stagione 2006/07

### Regular season
| Posiz. | PG | V  | V+ | S+ | S  | GF  | GS  | PTI |
| 4.     | 44 | 25 | 1  | 3  | 15 | 143 | 123 | 80  |

### Playoff
| Turno            | Situazione        | Risultati                    |
| Quarti di finale | Lugano-KLOTEN 2:4 | 3:6, 2:3, 8:1, 1:3, 5:3, 1:3 |

### European Champions Cup - Super Six
Partite:

Lugano-Färjestad 3-0 (1-0, 1-0, 1-0)

Reti: 13.53 Hirschi (Wirz, Näser) 1-0, 29.21 Jeannin (Reuille, Wirz) 2-0, 59.14 Sannitz (Wilson, Gardner, esp. Rhodin) 3-0
Ak Bars Kazan-Lugano 3-0 (1-0, 1-0, 1-0)

Reti: 12.48 Proshkin (Morozov, Zaripov) 1-0, 23.33 Zinoviev (Morozov, Proshkin) 2-0, 49.27 Zinoviev (Morozov, Zaripov, esp. Hentunen, Hänni) 3-0
Classifica finale:
1. Ak Bars Kazan (Russia)
2. Hämeenlinna (Finlandia)
3. Lugano (Svizzera)
4. Zilina (Slovacchia)
5. Sparta Praga (Cechia)
6. Färjestad (Svezia)

## Stagione 2007/08

### Regular season
| Posiz. | PG | V  | V+ | S+ | S  | GF  | GS  | PTI |
| 9.     | 50 | 15 | 9  | 6  | 20 | 130 | 149 | 69  |

### Playout
| Turno       | Situazione         | Risultati               |
| Primo turno | LUGANO-Basilea 4:1 | 6:1, 3:5, 4:3, 3:2, 4:3 |

### Statistiche individuali
| Giocatore   | PG   | PTS   | PAP     | Stagione precedente          |
| Häppölä     | 7gp  | 9pts  | 1.28pap | (-)                          |
| Höglund     | 10gp | 8pts  | 0.8pap  | (-)                          |
| Jeannin     | 43gp | 33pts | 0.76pap | (42 - 32 - 0.76)             |
| Wilson      | 30gp | 20pts | 0.66pap | (35 - 31 - 0.88)             |
| J. Vauclair | 49gp | 31pts | 0.63pap | (39 - 16 - 0.41)             |
| Murray      | 49gp | 30pts | 0.61pap | (-)                          |
| Tremblay    | 46gp | 27pts | 0.58pap | (-)                          |
| Carter      | 15gp | 8pts  | 0.53pap | (-)                          |
| Romy        | 50gp | 22pts | 0.44pap | (40 - 24 - 0.60)             |
| Näser       | 50gp | 18pts | 0.36pap | (44 - 21 - 0.47)             |
| Sannitz     | 50gp | 16pts | 0.32pap | (38 - 26 - 0.68)             |
| Hänni       | 39gp | 12pts | 0.30pap | (44 - 14 - 0.31)             |
| Wirz        | 50gp | 15pts | 0.30pap | (44 - 11 - 0.25)             |
| Paterlini   | 49gp | 15pts | 0.30pap | (ZSC 39 - 10 - 0.25)         |
| Conne       | 49gp | 15pts | 0.30pap | (due anni fa 43 - 13 - 0.30) |
| T. Vauclair | 47gp | 13pts | 0.27pap | (39 - 8 - 0.20)              |
| Helbling    | 49gp | 12pts | 0.24pap | (-)                          |
| Knöpfli     | 49gp | 10pts | 0.20pap | (44 - 14 - 0.31)             |
| Cantoni     | 42gp | 7pts  | 0.16pap | (40 - 11 - 0.27)             |
| Hirschi     | 24gp | 4pts  | 0.16pap | (15 - 6 - 0.4)               |
| LaCouture   | 15gp | 2pts  | 0.13pap | (-)                          |
| Kostovic    | 27gp | 3pts  | 0.11pap | (42 - 19 - 0.45)             |
| Nodari      | 29gp | 1pts  | 0.03pap | (15 - 0 - 0)                 |
| Chiesa      | 42gp | 1pts  | 0.02pap | (1 - 0 - 0)                  |
| M. Zanatta  | 6gp  | 0pts  | 0pap    | (-)                          |
| Conte       | 4gp  | 0pts  | 0pap    | (-)                          |
| Bianchi     | 2gp  | 0pts  | 0pap    | (-)                          |
| Vassalli    | 1gp  | 0pts  | 0pap    | (-)                          |

Game Winning Goal
4: Höglund

3: J. Vauclair

2: Sannitz, Tremblay, Romy

1: Murray, Jeannin, Conne, Wilson, Carter, Näser
Game Tying Goal
2: J. Vauclair, Wilson, Paterlini, Helbling, Näser, Häppölä

1: Kostovic, Cantoni, Romy, Conne, Tremblay, Carter, Jeannin, Sannitz

### Statistiche squadra
Media goal fatti: 2.6

Media goal subiti: 2.98
Power-play: 14.6%

Box-play: 82.8%
Partite casalinghe:

14 vinte 11 perse

64 goal fatti - 60 goal subiti
Partite esterne:

10 vinte 15 perse

62 goal fatti - 84 goal subiti
OT: 5 vinte 0 perse

Rigori: 4 vinte 5 perse
Tempo max senza fare goal: 212 min 24 sec (28.11 - 7.12)

Tempo max senza prendere goal: 116 min 14 sec (30.10 - 3.11)
Quando HCL segna il primo goal: 18 vinte 6 perse

Quando HCL subisce il primo goal: 6 vinte 20 perse
Dopo 1º tempo in vantaggio: 10 vinte 2 perse

Dopo 1º tempo in parità: 11 vinte 11 perse

Dopo 1º tempo in svantaggio: 3 vinte 13 perse
Dopo 2º tempo in vantaggio: 14 vinte 5 perse

Dopo 2º tempo in parità: 7 vinte 1 persa

Dopo 2º tempo in svantaggio: 3 vinta 20 perse
Dopo una vittoria: 11 vinte 11 perse

Dopo una sconfitta: 13 vinte 14 perse
Max vinte di fila: 4 (15.9 - 25.9; 12.1 - 22.1)

Max perse di fila: 4 (12.10 - 19.10; 28.11 - 4.12)
Punti a partita per gli allenatori:

Slettvol 22 in 13 1.69

Ruhnke 7 in 8 0.875

I. Zanatta 40 in 29 1.37

## Stagione 2008/09

### Regular season
| Posiz. | PG | V  | V+ | S+ | S  | GF  | GS  | PTI |
| 5.     | 50 | 19 | 8  | 7  | 16 | 175 | 156 | 80  |

### Playoff
| Turno            | Situazione       | Risultati                                        |
| Quarti di finale | DAVOS-Lugano 4:3 | 1:2 ds, 3:2 ds, 4:3 ds, 5:3, 4:5 ds, 2:3 dr, 7:1 |

## Curiosità
- Il rigore decisivo realizzato da J.J. Aeschlimann in gara-6 della semifinale contro il Berna (playoff stagione 2000/01) è stato l'ultimo goal subito in carriera dal leggendario portiere Renato Tosio.
- Il goal di Mike Maneluk realizzato nell'overtime in gara-4 della semifinale contro gli ZSC Lions (playoff stagione 2002/03) è stato l'ultimo goal segnato nel vecchio Hallenstadion di Zurigo.
- La finale della stagione 03/04, a differenza dei quarti di finale e delle semifinali, è stata giocata al meglio delle 5 partite.
- È la prima squadra, in Europa, che è riuscita a vincere una serie di play-off dopo essere stata in ritardo di 0-3 nella serie di 7 partite nei quarti di finale della stagione 2005/06 contro l'HC Ambri-Piotta, suo storico rivale, per quattro partite consecutive, guadagnandosi l'accesso alle semifinali dei playoff.